# Ендо-екзоізомерія

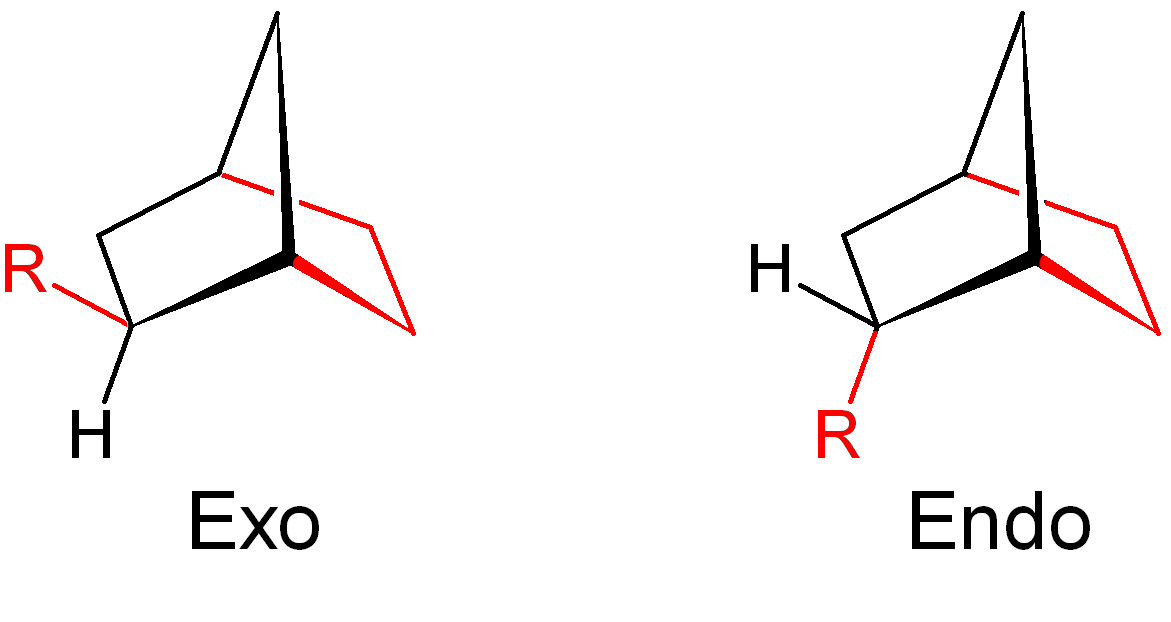

Е́ндо-е́кзоізоме́рія (рос. эндо-экзо изомерия, англ. endo, exo isomerism) — ізомерія місткових біциклів типу норборану (біцикло[2.2.1]-гептану) та його аналогів, що полягає в займанні замісником різних положень відносно містка:
- екзо-положення — похідні зі замісником у шестичленному циклічному фрагменті в положеннях 2, 3, 5, 6 зі сторони містка;
- ендо-положення — замісники знаходяться по ту сторону місткового циклу.